# Bartosz Soćko
Bartosz Soćko (ur. 10 listopada 1978 w Piasecznie) – polski szachista, arcymistrz od 1999 roku.

## Kariera szachowa

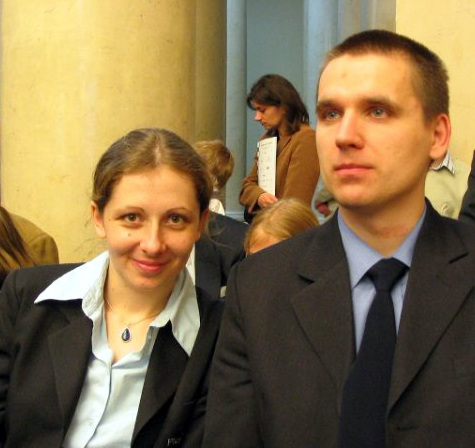
Wraz z żoną Moniką, 2004

Jako junior dwukrotnie zdobył złote medale mistrzostw Polski – do 16 lat (Żagań 1994) i do 18 lat (Brzeg Dolny 1995). Od 1995 roku jest stałym uczestnikiem finałów mistrzostw Polski seniorów, zdobywając 3 złote (2008, 2013, 2023) i 4 srebrne medale (2003, 2005, 2006 i 2007). Wielokrotny medalista drużynowych mistrzostw Polski, w tym dwunastokrotnie złoty (w latach 1996–2006 – dziewięciokrotnie z drużyną Polonii Warszawa, natomiast w latach 2010–2013 – trzykrotnie z drużyną Hetman Katowice). Dwukrotny mistrz Polski w szachach błyskawicznych (2011, 2012) oraz trzykrotny – w szachach szybkich (1998, 2002, 2004). Pięciokrotny drużynowy mistrz Polski w szachach błyskawicznych (1995, 1999, 2000, 2001, 2010).
Wielokrotny reprezentant Polski w rozgrywkach drużynowych, m.in.:
- ośmiokrotnie na olimpiadach szachowych (w latach 2000, 2002, 2004, 2006, 2008, 2010, 2012, 2014); medalista: indywidualnie – brązowy (2000 – na IV szachownicy)[2],
- siedmiokrotnie na drużynowych mistrzostwach Europy (w latach 1999, 2001, 2003, 2005, 2007, 2009, 2011); medalista: indywidualnie – srebrny (2003 – na V szachownicy)[3],
- na drużynowych mistrzostwach świata juniorów do 20 lat (w roku 1998); medalista: wspólnie z drużyną – srebrny[4].

Na przełomie 1994 i 1995 r. zwyciężył w turnieju Cracovia w Krakowie. W 2001 r. podzielił II miejsce w otwartym turnieju w Pardubicach. Rok później zwyciężył (wraz z Władimirem Małaniukiem) w memoriale Emanuela Laskera w Barlinku. W 2003 r. podzielił I miejsce w Santo Domingo, natomiast na przełomie 2003 i 2004 r. podzielił II miejsce w Hastings. W 2004 r. podzielił również II miejsce w Pardubicach oraz triumfował (przed Suatem Atalikiem) w turnieju Acropolis-B w Atenach. W 2005 r. zajął III miejsce w mistrzostwach Unii Europejskiej w Corku. W 2006 r. zwyciężył w otwartym turnieju w Biel oraz zajął II miejsce w memoriale Akiby Rubinsteina w Polanicy-Zdroju. W 2010 r. zwyciężył w otwartym turnieju w Bethune. W 2011 r. zakwalifikował się do turnieju o Puchar Świata, w I rundzie przegrywając z Wiktorem Bołoganem. W 2012 r. podzielił I m. (wspólnie z Ołeksandrem Areszczenko) w memoriale Michaiła Czigorina w Petersburgu oraz odniósł duży sukces, zwyciężając w rozegranym w Chanty-Mansyjsku turnieju o Puchar Rosji. W 2013 r. podzielił I m. (wspólnie z Robinem van Kampenem) w Rydze, natomiast w Warszawie zdobył brązowy medal indywidualnych mistrzostw Europy w szachach błyskawicznych. W 2014 r. podzielił I m. (wspólnie z m.in. Władimirem Burmakinem, Kevinem Spraggettem i Emre Canem) w Lizbonie. W 2015 r. zwyciężył w Grazu.
Najwyższy ranking w dotychczasowej karierze osiągnął 1 lutego 2014 r., z wynikiem 2663 punktów zajmował wówczas 81. miejsce na światowej liście FIDE, jednocześnie zajmując 2. miejsce (za Radosławem Wojtaszkiem) wśród polskich szachistów.

## Życie prywatne
Żona Bartosza Soćko, Monika (z domu Bobrowska), jest wielokrotną mistrzynią Polski, reprezentantką Polski na szachowych olimpiadach oraz pierwszą w historii polską szachistką, która otrzymała męski tytuł arcymistrza. Mają troje dzieci.
W 2010 roku startował w wyborach samorządowych z list Platformy Obywatelskiej pod hasłem „Bartosz Soćko Konkretna strategia rozwoju”.